# Baissoptera brasiliensis
Baissoptera brasiliensis là một loài côn trùng trong họ Baissopteridae thuộc bộ Raphidioptera. Loài này được Oswald miêu tả năm 1990.